# Mollet de Peralada
Mollet de Peralada é um município da Espanha na comarca de Alt Empordà, província de Girona, comunidade autónoma da Catalunha. Tem 6 km² de área e em 2021 tinha 197 habitantes (densidade: 32,8 hab./km²).
É uma aldeia minúscula localizada nos pés da Serra de l’Albera, rodeada de vinhas que produzem vinhos de D.O. Empordà.

## Demografia
| Variação demográfica do município entre 1991 e 2004[carece de fontes?] | Variação demográfica do município entre 1991 e 2004[carece de fontes?] | Variação demográfica do município entre 1991 e 2004[carece de fontes?] | Variação demográfica do município entre 1991 e 2004[carece de fontes?] |
| ---------------------------------------------------------------------- | ---------------------------------------------------------------------- | ---------------------------------------------------------------------- | ---------------------------------------------------------------------- |
| 1991                                                                   | 1996                                                                   | 2001                                                                   | 2004                                                                   |
| 180                                                                    | 183                                                                    | 183                                                                    | 174                                                                    |

## Património
- Igreja de Sant Cebrià